# Route d'Occitanie 2020
La Route d'Occitanie 2020, quarantaquattresima edizione della corsa, valevole come prova dell'UCI Europe Tour 2020 categoria 2.1, si svolse in quattro tappe dal 1º al 4 agosto 2020 su un percorso di 720 km, con partenza da Saint-Affrique e arrivo a Rocamadour. La vittoria fu appannaggio del colombiano Egan Bernal, che completò il percorso in 17h57'27", alla media di 40,095 km/h, precedendo i russi Pavel Sivakov ed Aleksandr Vlasov.
Sul traguardo di Rocamadour 129 ciclisti, su 147 partiti da Saint-Affrique, portarono a termine la competizione.

## Tappe
| Tappa  | Data      | Percorso                             | km    | Vincitore di tappa | Leader cl. generale |
| ------ | --------- | ------------------------------------ | ----- | ------------------ | ------------------- |
| 1ª     | 1º agosto | Saint-Affrique > Cazouls-lès-Béziers | 187   | Bryan Coquard      | Bryan Coquard       |
| 2ª     | 2 agosto  | Carcassone > Cap Découverte          | 174,5 | Sonny Colbrelli    | Bryan Coquard       |
| 3ª     | 3 agosto  | Saint-Gaudens > Col de Beyrède       | 163,5 | Egan Bernal        | Egan Bernal         |
| 4ª     | 4 agosto  | Lectoure > Rocamadour                | 195   | Benoît Cosnefroy   | Egan Bernal         |
| Totale | Totale    | Totale                               | 720   |                    |                     |

## Squadre e corridori partecipanti
| N.      | Cod. | Squadra                  |
| ------- | ---- | ------------------------ |
| 1-7     | INS  | Team Ineos               |
| 11-17   | ALM  | AG2R La Mondiale         |
| 21-27   | BCF  | Bardiani-CSF-Faizanè     |
| 31-37   | BVC  | B&B Hotels-Vital Concept |
| 41-47   | COF  | Cofidis                  |
| 51-57   | GFC  | Groupama-FDJ             |
| 61-67   | AST  | Astana Pro Team          |
| 71-77   | PCB  | Team Arkéa-Samsic        |
| 81-87   | TDE  | Total Direct Énergie     |
| 91-97   | AUB  | St Michel-Auber 93       |
| 101-107 | CWG  | Circus-Wanty Gobert      |

| N.      | Cod. | Squadra                     |
| ------- | ---- | --------------------------- |
| 111-117 | BAI  | Bike Aid                    |
| 121-127 | CJR  | Caja Rural-Seguros RGA      |
| 131-137 | RLM  | Natura4Ever-Roubaix         |
| 141-147 | FOR  | Euskaltel-Euskadi           |
| 151-157 | NFP  | Nippo Delko Provence        |
| 161-167 | TBM  | Bahrain-McLaren             |
| 171-177 | TFS  | Trek-Segafredo              |
| 181-187 | CCC  | CCC Team                    |
| 191-197 | RIW  | Riwal Readynez Cycling Team |
| 201-207 | KPH  | Kern Pharma                 |

## Dettagli delle tappe

### 1ª tappa
- 1º agosto: Saint-Affrique > Cazouls-lès-Béziers – 187 km

| Pos. | Corridore       | Squadra    | Tempo    |
| ---- | --------------- | ---------- | -------- |
| 1    | Bryan Coquard   | B&B Hotels | 4h35'00" |
| 2    | Elia Viviani    | Cofidis    | s.t.     |
| 3    | Sonny Colbrelli | Bahrain    | s.t.     |

| Pos. | Corridore        | Squadra    | Tempo    |
| ---- | ---------------- | ---------- | -------- |
| 1    | Bryan Coquard    | B&B Hotels | 4h34'50" |
| 2    | Elia Viviani     | Cofidis    | a 4"     |
| 3    | Lilian Calmejane | Total      | a 5"     |

### 2ª tappa
- 2 agosto: Carcassone > Cap Découverte – 174,5 km

| Pos. | Corridore         | Squadra    | Tempo    |
| ---- | ----------------- | ---------- | -------- |
| 1    | Sonny Colbrelli   | Bahrain    | 4h22'23" |
| 2    | Bryan Coquard     | B&B Hotels | s.t.     |
| 3    | Niccolò Bonifazio | Total      | s.t.     |

| Pos. | Corridore       | Squadra    | Tempo    |
| ---- | --------------- | ---------- | -------- |
| 1    | Bryan Coquard   | B&B Hotels | 8h57'07" |
| 2    | Sonny Colbrelli | Bahrain    | a 2"     |
| 3    | Elia Viviani    | Cofidis    | a 10"    |

### 3ª tappa
- 3 agosto: Saint-Gaudens > Col de Beyrède – 163,5 km

| Pos. | Corridore        | Squadra | Tempo    |
| ---- | ---------------- | ------- | -------- |
| 1    | Egan Bernal      | Ineos   | 4h36'44" |
| 2    | Pavel Sivakov    | Ineos   | a 10"    |
| 3    | Aleksandr Vlasov | Astana  | a 17"    |

| Pos. | Corridore        | Squadra | Tempo     |
| ---- | ---------------- | ------- | --------- |
| 1    | Egan Bernal      | Ineos   | 13h33'57" |
| 2    | Pavel Sivakov    | Ineos   | a 14"     |
| 3    | Aleksandr Vlasov | Astana  | a 23"     |

### 4ª tappa
- 4 agosto: Lectoure > Rocamadour – 195 km

| Pos. | Corridore        | Squadra  | Tempo    |
| ---- | ---------------- | -------- | -------- |
| 1    | Benoît Cosnefroy | AG2R     | 4h23'26" |
| 2    | Bauke Mollema    | Trek     | a 2"     |
| 3    | Thibaut Pinot    | Groupama | s.t.     |

| Pos. | Corridore        | Squadra | Tempo     |
| ---- | ---------------- | ------- | --------- |
| 1    | Egan Bernal      | Ineos   | 17h57'27" |
| 2    | Pavel Sivakov    | Ineos   | a 19"     |
| 3    | Aleksandr Vlasov | Astana  | a 23"     |

## Evoluzione delle classifiche
| Tappa              | Vincitore          | Classifica generale Maglia arancione | Classifica a punti Maglia verde | Classifica scalatori Maglia blu | Classifica giovani Maglia bianca | Classifica a squadre |
| ------------------ | ------------------ | ------------------------------------ | ------------------------------- | ------------------------------- | -------------------------------- | -------------------- |
| 1ª                 | Bryan Coquard      | Bryan Coquard                        | Bryan Coquard                   | Andreas Kron                    | Andreas Kron                     | AG2R La Mondiale     |
| 2ª                 | Sonny Colbrelli    | Bryan Coquard                        | Bryan Coquard                   | Andreas Kron                    | Michał Paluta                    | AG2R La Mondiale     |
| 3ª                 | Egan Bernal        | Egan Bernal                          | Bryan Coquard                   | Lilian Calmejane                | Egan Bernal                      | Groupama-FDJ         |
| 4ª                 | Benoît Cosnefroy   | Egan Bernal                          | Egan Bernal                     | Lilian Calmejane                | Egan Bernal                      | Trek-Segafredo       |
| Classifiche finali | Classifiche finali | Egan Bernal                          | Egan Bernal                     | Lilian Calmejane                | Egan Bernal                      | Trek-Segafredo       |

## Classifiche finali

### Classifica generale - Maglia arancione
| Pos. | Corridore             | Squadra  | Tempo     |
| ---- | --------------------- | -------- | --------- |
| 1    | Egan Bernal           | Ineos    | 17h57'27" |
| 2    | Pavel Sivakov         | Ineos    | a 19"     |
| 3    | Aleksandr Vlasov      | Astana   | a 23"     |
| 4    | Thibaut Pinot         | Groupama | a 37"     |
| 5    | Bauke Mollema         | Trek     | a 1'09"   |
| 6    | Richie Porte          | Trek     | a 1'26"   |
| 7    | Warren Barguil        | Arkéa    | a 1'29"   |
| 8    | Romain Bardet         | AG2R     | a 1'52"   |
| 9    | Rafael Valls          | Bahrain  | a 1'57"   |
| 10   | Sébastien Reichenbach | Groupama | a 2'06"   |

### Classifica a punti - Maglia verde
| Pos. | Corridore        | Squadra    | Punti |
| ---- | ---------------- | ---------- | ----- |
| 1    | Egan Bernal      | Ineos      | 37    |
| 2    | Bryan Coquard    | B&B Hotels | 37    |
| 3    | Sonny Colbrelli  | Bahrain    | 35    |
| 4    | Elia Viviani     | Cofidis    | 25    |
| 5    | Andrea Pasqualon | Circus     | 23    |

### Classifica scalatori - Maglia blu
| Pos. | Corridore        | Squadra | Punti |
| ---- | ---------------- | ------- | ----- |
| 1    | Lilian Calmejane | Total   | 33    |
| 2    | Harold Tejada    | Astana  | 20    |
| 3    | Georg Zimmermann | CCC     | 17    |
| 4    | Julien Bernard   | Trek    | 16    |
| 5    | Egan Bernal      | Ineos   | 12    |

### Classifica giovani - Maglia bianca
| Pos. | Corridore        | Squadra  | Punti     |
| ---- | ---------------- | -------- | --------- |
| 1    | Egan Bernal      | Ineos    | 17h57'27" |
| 2    | Pavel Sivakov    | Ineos    | a 19"     |
| 3    | Aleksandr Vlasov | Astana   | a 23"     |
| 4    | Rémy Rochas      | Nippo    | a 2'15"   |
| 5    | Valentin Madouas | Groupama | a 2'52"   |

### Classifica a squadre
| Pos. | Squadra          | Tempo     |
| ---- | ---------------- | --------- |
| 1    | Trek-Segafredo   | 53h57'51" |
| 2    | Groupama-FDJ     | a 9"      |
| 3    | AG2R La Mondiale | a 59"     |
| 4    | Astana Pro Team  | a 2'51"   |
| 5    | Team Ineos       | a 3'00"   |